# The Hands Resist Him
«The Hands Resist Him» (Руки опираються йому) — картина, створена художником Біллом Стоунгемом у 1972—74. На ній зображені хлопчик та схожа на дівчинку лялька, що стоять на фоні скляних дверей, які з іншого боку підпирають руки. Згідно зі Стоунгемом, за основу образу хлопчика була взята його власна дитяча фотографія, зроблена, коли йому було п'ять років. Двері уособлюють лінію розмежування між реальним та вигаданим світами, а дівчинка-лялька — провідник, що супроводжує хлопчика з одного світу в інший через ці двері. Руки уособлюють альтернативне життя або можливості. Картина стала джерелом міської легенди та вірусного інтернет-мему у лютому 2000, коли була виставлена на продаж на інтернет-аукціоні eBay з описом, у якому розповідалося про її надзвичайні властивості.

## Історія
Вперше картина була виставлена на початку 1970-х у галереї Фейнгартен у Беверлі-Гіллз (Каліфорнія). Експоновану картину оглянув художній критик з газети Los Angeles Times. Потім її купив актор Джон Марлі, відомий за роллю Джека Вольца у кінострічці Хрещений батько. Через деякий час після смерті Марлі картина була знайдена літньою парою біля старої броварні. У лютому 2000 картина була виставлена на аукціоні eBay. Продавці картини — вищезгадана літня пара — стверджували, що картина носить у собі якесь прокляття. В описі на сайті eBay значилося, що картина є проклятою або «заселеною» потойбічними силами. Також зазначалося, що персонажі на картині рухалися протягом ночі, а також іноді заходили з картини до кімнати, у якій знаходилася ця картина. До опису додавалися також фотографії, які начебто можуть вказувати на те, що лялька погрожувала хлопчику зброєю, намагаючись змусити його покинути картину.
Уся ця інформація швидко поширилася серед користувачів Інтернету — вони надсилали посилання друзям або розміщували їх на власних сторінках. Деякі люди стверджували, що почувалися себе погано або мали неприємні переживання, просто подивившись фотографії картини. В результаті сторінку аукціону, присвячену даній картині, продивилися більше 30 тисяч разів.
При початковій ціні 199 доларів США картина була продана за 1025 доларів США. Покупцем була Perception Gallery, розташована у місті Гранд-Репідс (Мічиган). Художник Білл Стоунгем, дізнавшись після контактів з покупцем про всі ці історії та дивні інтерпретації образів, був дуже здивований ефектом, який справила його картина. Як стверджував художник, об'єкт, який видався продавцям картини зброєю, насправді є всього лише батарейкою, до якої приєднані переплетені дроти.
Стоунгем, однак, пригадав, що власник галереї, де вперше була виставлена картина, та художній критик, який оглядав її, померли протягом року після контакту з картиною.

## Сиквели
Після всіх цих подій навколо картини художник отримав пропозицію зробити сиквел. Стоунгем пристав на пропозицію та створив картину Resistance at the Threshold (Опір на порозі). На картині зображені ті самі персонажі сорок років потому — так само, як і на оригіналі. Другий сиквел, Threshold of Revelation (Поріг одкровень), був створений ним у 2012. Через декілька років Стоунгем отримав запит стосовно приквелу. Після цього він створив картину The Hands Invent Him (Руки вигадали його), що зображає художника як хлопчика, який стоїть за оригінальними скляними дверима та тримає пензля серед інших візуальних елементів. Усі ці три картини можна побачити на сайті Стоунгема Сиквели.